# Tommy Green (cầu thủ bóng đá, sinh 1873)
Thomas Green (14 tháng 7 năm 1873 – 4 tháng 10 năm 1921) là một cầu thủ bóng đá người Anh thi đấu ở vị trí inside forward. Ông học tập tại trường Vicarage Road ở Birmingham và gia nhập Coles Farm Unity năm 1892. Ông ký hợp đồng với West Bromwich Albion tháng 5 năm 1894 và có màn ra mắt trước Small Heath vào tháng 2 năm 1895. Sau khi ghi 2 bàn trong 8 trận cho Albion (tất cả trong giải vô địch), Green chuyển đến Small Heath vào tháng 6 năm 1896. Ông cũng thi đấu cho Oldbury Town từ tháng 5 năm 1902 đến tháng 5 năm 1906. Green sau đó trở thành người được cấp phép và mất tại Worcester ngày 4 tháng 10 năm 1921.